# Малишева Ірина Валентинівна
Ірина Валентинівна Малишева  (рос. Ирина Валентиновна Малышева; 15 лютого 1961, Москва, РРФСР, СРСР) — радянська і російська акторка театру і кіно.

## Життєпис
Народилася 15 лютого 1961 року в м. Москва в сім'ї співробітника конструкторського бюро А. М. Туполєва та співачки (співала у хорі Соколова). Закінчила московську англійську спецшколу №40 (нині №1250). 
1975 року дебютувала в кіно в ролі Соні Загремухіної у фільмі Сергія Соловйова «Сто днів після дитинства». На «Мосфільм» прийшла за оголошенням: „На головну дитячу роль потрібна дівчинка...“.
1982 року закінчила Вище театральне училище імені Б. В. Щукіна. Працювала у Московському драматичному театрі імені О. С. Пушкіна (1981—2000), Театрі Місяця.
Знялась у низці фільмів українських кіностудій: «Кость Барабаш із 10 „Б“» (1976, т/ф)[джерело?], «Мене чекають на землі» (1976), «Туфлі із золотими пряжками» (1976), «Карастоянови» (1983, т/ф, 3 с, СРСР—НРБ), «Борис Годунов» (1987), «Танго смерті» (1991), «Дорога нікуди» (1992).

## Фільмографія
- «Сто днів після дитинства» (1975, Соня Загремухіна; реж. С. Соловйов)
- «Факт біографії» (1975, Іра, дочка Шумова)
- «Мене чекають на землі» (1976, Олена, дочка Сан Санича; реж. М. Толмачов, Одеська кіностудія)
- «Туфлі із золотими пряжками» (1976, царівна Мар'юшка; реж. Г. Юнгвальд-Хількевич, Одеська кіностудія)
- «Принцеса на горошині» (1977, Принцеса на горошині)
- «Портрет з дощем» (1977, Олена)
- «Хочу бути міністром» (1977, Аля Турчинова)
- «Поговоримо, брате...» (1978, Віра)
- «Бунтівна барикада» (1979, Зоя)
- «Вершник на золотому коні» (1980, Ай)
- «Коней на переправі не міняють» (1980, дочка Мячкиних)
- «Візьму твій біль» (1980, Валя Батрак, дочка Івана)
- «Було у батька три сини» (1981, Світлана)
- «Сонячний вітер» (1982, т/ф, Зіна)
- «Я тебе ніколи не забуду» (1983, Поліна)
- «Карастоянови» (1983, т/ф, 3 с, Ліл / Лілія Карастоянова, дочка Карастоянова, журналістка; реж. М. Мащенко, Кіностудія ім. О. Довженка, СРСР—НРБ)
- «Мертві душі» (1984, губернаторська дочка)
- «Сон в руку, або Валіза» (1985, Любочка Невинна)
- «Багратіон» (1985, княжна Катерина Павлівна, молодша дочка Павла I)
- «Страховий агент» (1985, Вероніка)
- «Право любити» (1985, Олена Сергіївна)
- «Срібні струни» (1987, Віра Володимирівна)
- «Борис Годунов» (1987, фільм-опера, Марина Мнішек (співає Людмила Юрченко); реж. Б. Небієрідзе, «Укртелефільм»)
- «Колишній тато, колишній син» (1989, Віра Павлівна, друга дружина Ярцева)
- «Бабій» (1990, дівчина на виставці)
- «Золота шпага» (1990, мама Ігоря)
- «Потерпілий» (1990, Ірина)
- «Танго смерті» (1991, Майа; реж. О. Муратов, Національно-культурний виробничий центр Рось)
- «Мій найкращий друг — генерал Василь, син Йосипа» (1991, Нінель)
- «Жага пристрасті» (1991, друга покоївка; реж. А. Харитонов)
- «Чарівні прибульці» (1991, Настя, чарівний прибулець)
- «Назад до СРСР»/ англ. Back in the U.S.S.R. (1992, стюардеса; США—Японія)
- «Жінка з квітами і шампанським» (1992, Олена Вербицька)
- «Дорога нікуди» (1992, Лаура, коханка Георга Ван-Коннета (немає в титрах); реж. О. Муратов, Кіностудія ім. О. Довженка)
- «Горячев та інші» (1992—1994, т/с, Ольга, дружина Горячева)
- «Маркіз де Сад» / фр. Marquis de Sade (1996, мадам де Монтрей; США—Росія)
- «Кафе „Полуничка“» (1996, т/с, Тетяна)
- «Попереджувальний удар» / «Гранична людина» / англ. Termination Man (1998, Наташа; США)
- «Сімейні таємниці» (1999)
- «Два товариші» (2000, педагог; реж. В. Пендраковський, Росія—Україна)
- «Особливий випадок» (2000, т/ф, Діана Джексон)
- «Очі Ольги Корж» (2002, т/с)
- «Північний сфінкс» (2003, т/с, Марія Наришкіна)
- «Оперативний псевдонім» (2003, т/с, Аліка)
- «Вільна жінка-2» (2003, епізод)
- «Не забувай» (2004, т/с, Шура Кречетова)
- «Рокірування» (2004, т/с, Юр'єва)
- «Я не повернуся»  (2005, т/с, Тамара Іванівна)
- «Іван Подушкин. Джентльмен розшуку» (2006—2007, т/с, Кока)
- «Наш домашній магазин» (2010, т/с, підприємиця)
- «Дівоче полювання» (2011, епізод) та ін.